# Província de Sidi Kacem
La província de Sidi Kacem (en àrab إقليم سيدي قاسم, iqlīm Sīdī Qāsim; en amazic ⵜⴰⵙⴳⴰ ⵏ ⵙⵉⴷⵉ ⵇⴰⵙⴰⵎ) és una de les províncies del Marroc, fins 2015 part de la regió de Gharb-Chrarda-Béni Hssen i actualment de la de Rabat-Salé-Kenitra. Té una superfície de 4.060 km² i 692.239 habitants censats en 2004. La capital és Sidi Kacem.

## Demografia
| 645.872                                    | 692.239 | 704.614 |
| 1994, 2004 : cens oficial ; 2007 : càlcul. |         |         |

## Divisió administrativa
La província de Sidi Kacem consta de 5 municipis i 10 comunes:
| Nuclis de població   | Població (2 Setembre 1994) | Població (2 Setembre 2004) |
| -------------------- | -------------------------- | -------------------------- |
| Sidi Kacem (M)       | 67.582                     | 74.062                     |
| Mechra Bel Ksiri (M) | 23.876                     | 27.630                     |
| Jorf El Melha (M)    | 10.187                     | 20.581                     |
| Dar Gueddari (M)     | 5.403                      | 6.011                      |
| Had Kourt (M)        | 4.296                      | 5.051                      |
| Dar Laaslouji        | 24.679                     | 27.836                     |
| Sidi Al Kamel        | 24.415                     | 26.800                     |
| Ain Dfali            | 23.930                     | 24.521                     |
| Sefsaf               | 20.977                     | 22.941                     |
| Nouirate             | 20.551                     | 22.639                     |
| Sidi Redouane        | 19.984                     | 20.782                     |
| Khnichet             | 19.821                     | 20.899                     |
| Lamrabih             | 19.453                     | 20.187                     |